# Пегишев, Александр Игоревич
Александр Игоревич Пегишев (2 октября 1962, Сальник, Винницкая область) — российский военнослужащий, помощник начальника разведки 21-й отдельной воздушно-десантной бригады Воздушно-десантных войск, Генерал, Герой Российской Федерации.

## Биография
Родился 2 октября 1962 года в селе Сальник Калиновского района Винницкой области Украинской ССР. Окончил среднюю школу. Поступил в Винницкий медицинский институт, но учился там только год.
В Вооружённые Силы СССР призван на службу в ноябре 1980 года. Проходил срочную службу в воздушно-десантных частях в Сибири, стал командиром отделения. Принял решение связать свою жизнь с армией, и в 1982 году поступил в Ленинградское высшее общевойсковое командное училище имени С. М. Кирова, успешно окончив его в 1986 году.
После окончания училища командовал взводом в 57-й отдельной десантно-штурмовой бригаде. С 1990 года — заместитель командира роты и командир роты 21-й отдельной воздушно-десантной бригады. С 1991 года — помощник начальника разведки 21-й отдельной воздушно-десантной бригады. Участвовал в боевых действиях в Афганистане, в локализации межнациональных конфликтов в Алма-Ате, Ереване, Нагорном Карабахе, Баку, Тбилиси.
В боевых действиях в период первой чеченской войны участвовал с декабря 1994 года. В распоряжении майора Пегишева имелась созданная и подготовленная им разведгруппа из 68 наиболее подготовленных бойцов. Действуя отдельными группами, разведчики вели разведку и диверсионные операции в расположении дудаевских формирований. 1 января 1995 года во главе разведгруппы майор Пегишев прорвался в район железнодорожного вокзала Грозного, где была окружена и понесла тяжелые потери Майкопская мотострелковая бригада. Разведчики пробили «коридор» к главным силам и обеспечили эвакуацию раненых мотострелков.
При неудачном штурме президентского дворца в Грозном 12 января 1995 года для проникших глубоко в тыл врага разведчиков создалась опасная обстановка, они были обнаружены противником.  Всего провел в боях в Чечне 4 месяца. Был трижды ранен.
Указом Президента Российской Федерации от 1 апреля 1995 года за мужество и героизм, проявленные при выполнении воинского долга майору Пегишеву Александру Игоревичу присвоено звание Героя Российской Федерации.
Продолжил службу в рядах Российской армии в той же должности. В 1998 году направлен на учёбу в академию. Окончил Общевойсковую академию Вооружённых Сил Российской Федерации в 2000 году, Академию государственной службы при Президенте России. С 2000 года — офицер оперативного управления в Главном штабе ВДВ, с того же 2000 года — офицер отдела боевой подготовки Главного штаба ВДВ.
В 2003 году полковник А. И. Пегишев уволен в запас. Работает генеральным директором ЗАО «Инвест-Проект» в Москве, также председатель Союза Героев Российской Федерации. В декабре 2007 года избран депутатом Парламента Республики Северная Осетия — Алания от партии «Справедливая Россия».
Награждён орденом Красной Звезды, медалями.